# 125
سنة 125 م (بالأرقام الرومانية: CXXV) كانت سنة بسيطة تبدأ يوم الأحد (الرابط يظهر نموذج الجدول الزمني الكامل للسنة) من التقويم اليولياني. بدأت تسمية السنة ب125 منذ العصور الوسطى المبكرة، عندما أصبح تقويم أنو دوميني هو الأسلوب السائد في أوروبا لتسمية السنوات.

## مواليد
- فوستينا الصغرى
- لوقيان السميساطي
- لوكيوس أبوليوس كاتب وروائي امازيغي قديم

## وفيات
- الإمبراطور أن من هان